# Moritz Mauch
Moritz Mauch (* 24. März 1996 in Las Palmas de Gran Canaria) ist ein deutscher Windsurfer. Er fährt mit der Segelnummer G-103.

## Leben & Karriere
Mauch wurde als Sohn deutscher Auswanderer auf Gran Canaria geboren. Seine Eltern betreiben auf der Ferieninsel eine Windsurf-Schule, was dazu führte, dass Mauch bereits im Alter von 6 Jahren seine ersten Erfahrungen in dieser Sportart sammeln konnte und er im Laufe der Jahre dafür trainierte, eines Tages an der PWA World Tour teilzunehmen.
2011 startete der 15-jährige Mauch bei seinem ersten PWA-Event auf Teneriffa. 2014 wurde er Juniorenweltmeister in der Disziplin Wave.

## Erfolge
- 2007: Erster Start bei der Junior PWA Tour, 3. Platz „Junior Canarian Wave Rider“ (CWR)
- 2008: 2. Platz „Junior CWR“, 2008 – 2. Platz „Vargas Festival“, 3. Platz bei der Junior PWA Tour
- 2009: 5. Platz bei den spanischen Meisterschaften (Herren)
- 2010: 4. Platz „Salinas Team Wave Competition“
- 2011: 2. Platz bei den spanischen Meisterschaften (Junioren)
- 2014: Juniorenweltmeister der PWA World Tour
- 2015: 9. Platz KIA Cold Hawaii World Cup Klitmøller
- 2016: 9. Platz Windsurf World Cup Sylt
- 2017: 9. Platz Pozo Gran Canaria World Cup